# Yuru Kyara
Yuru Kyara (jap. ゆるキャラ, Yuru Kyara, dt. „leichter Charakter“) sind japanische Maskottchen. Der Begriff wurde von dem japanischen Cartoonisten Jun Miura für die seit 2007 in Japan boomenden Werbe-Maskottchen geprägt, die für öffentliche Veranstaltungen, regionale Events oder Spezialitäten werben. Allein die Stadt Kobe soll 42 Maskottchen haben.
Die Maskottchen erfreuen sich immer größerer Beliebtheit in Japan. So finden nicht nur jährliche Yuru-Kyara-Festivals statt, seit 2010 wird auch das beste Maskottchen beim Yuru-Kyara-Grand Prix prämiert. 2012 wurden 865 Maskottchen für den Wettbewerb nominiert, doppelt so viele wie 2011, wobei 2011 Kumamon als Sieger hervorging.